# Place de l'Opéra
La place de l'Opéra es una plaza situada en el Distrito IX de París, Francia, delante de la Ópera Garnier y en el cruce del Boulevard des Italiens, el Boulevard des Capucines, la Avenue de l'Opéra, la Rue Auber, la Rue Halévy, la Rue de la Paix y la Rue du Quatre-Septembre. En esta plaza está la estación Opéra del Metro de París.

## Historia
En la época de su creación, en el mismo momento que la de la Ópera de Charles Garnier, esta plaza tenía como objetivo principal dar al peatón el espacio suficiente para admirar la fachada principal de este edificio. También forma parte de las transformaciones urbanísticas de la capital francesa, ordenadas por Napoleón III y concretadas por el barón Haussmann con el objetivo de facilitar la circulación.
El lugar adquirió una importancia particular con el paso de varias líneas del Metro de París. A principios del siglo XX surgió una polémica sobre el diseño de las salidas de la nueva estación Opéra. Estamos entonces en pleno auge del art nouveau frente al academicismo y la elección del artista para su realización resultó problemática. Las salidas «debían ser tan majestuosas como el monumento que sirven». Uno de los primeros artistas consultados fue naturalmente Hector Guimard, quien realizó muchos proyectos de estaciones de metro para la ciudad. Tras numerosos debates, la altura y el estilo de la estación diseñada por el arquitecto se juzgaron en total desacuerdo con los de la Ópera. Así, el proyecto de una estación aérea con estructura metálica dio paso a las discretas bocas que conocemos en la actualidad.

## Descripción
La place de l'Opéra se ha convertido en un lugar fundamental del paisaje parisino y de los recorridos turísticos. Por ella pasan las frecuentadas líneas 3, 7 y 8 del Metro de París y varias de las grandes avenidas que atraviesan el noroeste de la ciudad. Está situada en medio de un barrio financiero (sedes de distintas empresas, bancos, aseguradoras…) y comercial (grandes almacenes, tiendas de lujo).

## Edificios destacables
- En el siglo XIX, Adolphe Goupil y sus asociados abrieron en esta plaza una tienda de venta de grabados y de edición de arte que se venden en el mundo entero. Esta tienda fue liquidada de 1917 a 1921.
- El Grand-Hôtel.